# Monnickendam

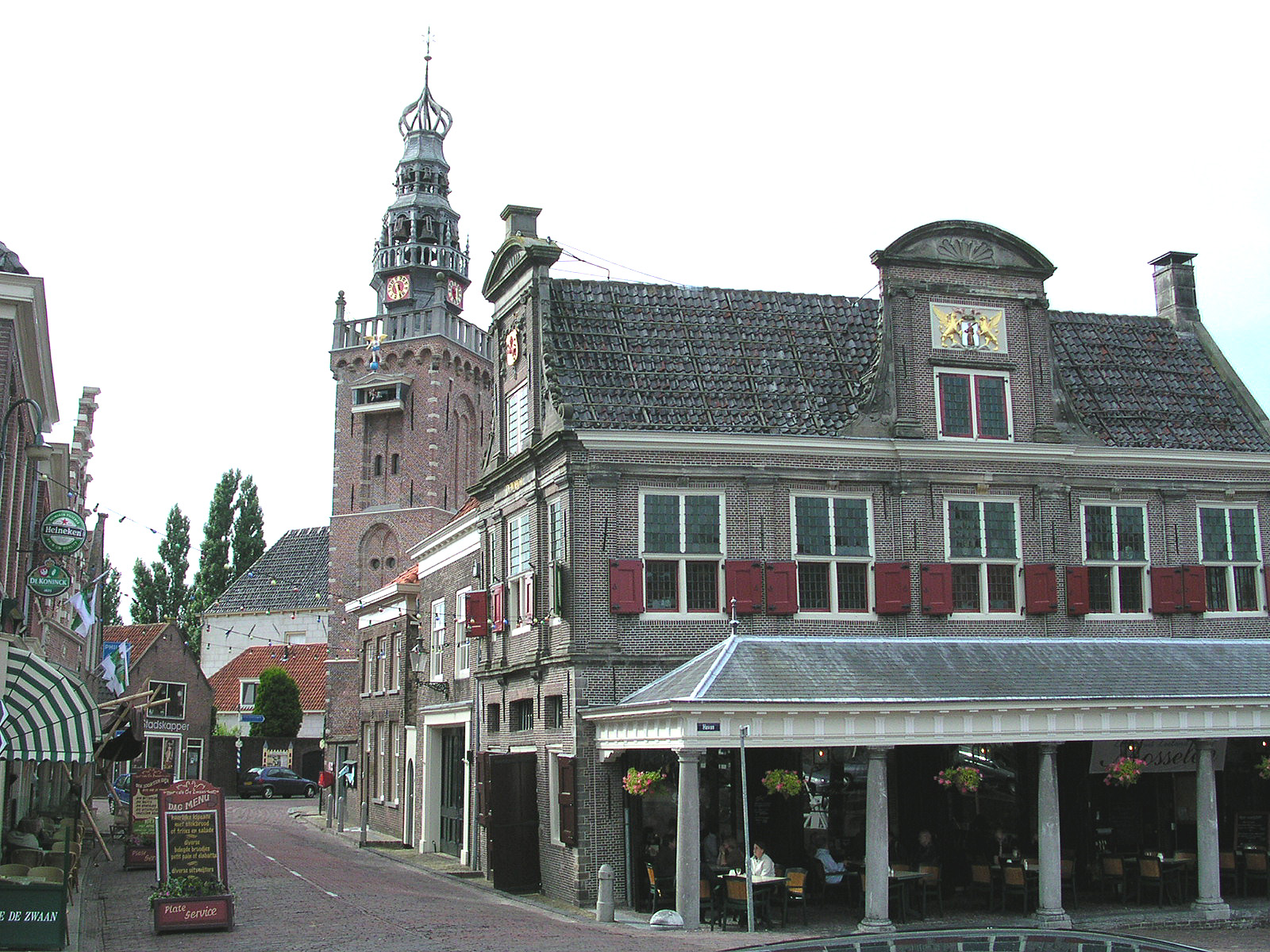
Scorcio di Monnickendam.

Monnickendam è una città della provincia olandese dell'Olanda Settentrionale. Capoluogo del comune di Waterland, sorge lungo le rive dell'IJsselmeer, a 10 km a nord di Amsterdam e 8 a sud di Purmerend. Ha una popolazione di circa 10 128 abitanti.

## Storia
Monnickendam ottenne nel 1355 i diritti civili, mentre nel 1500 e nel 1513 fu danneggiata da due incendi. Nel 1591 venne costruita la torre dell'orologio, mentre undici anni dopo venne ricostruita la quattrocentesca chiesa di St. Nicholas. La sinagoga venne costruita nel 1894. Nel 1991 Monnickendam, fino ad allora comune autonomo, venne aggregato al comune di Waterland, di cui divenne capoluogo e centro principale.